# 인격권
인격권(人格權, 영어: personality rights, right of publicity)이란 일반적으로 자신과 분리할 수 없는 인격적 이익의 향유를 내용으로 하는 인격의 자유로운 발현에 관한 권리로서 인격을 형성, 유지 및 보호받을 수 있는 권리를 말한다.

## 법적 근거
헌법재판소는 헌법 제10조 인간의 존엄과 가치 및 행복추구권 조항이 인격권의 근거라고 판시하고 있다. 그러나 권영성 교수는 헌법 제10조 인간의 존엄과 가치, 헌법 제17조 사생활의 비밀과 자유, 제37조 제1항 열거되지 아니한 권리가 인격권의 근거라고 설명한다. 인격권의 침해가 있으면 불법행위로 인한 손해배상청구권이 인정된다(750조).

## 관련 판례
차폐시설이 불충분하여 사용과정에서 신체부위가 다른 유치인들 및 경찰관들에게 관찰될 수 있고 냄새가 유출되는 유치실 내 화장실을 사용하도록 강제한 피청구인의 행위로 인하여 헌법 제10조의 인간의 존엄과 가치로부터 유래하는 인격권을 침해하는 정도에 이르렀다고 판단된다.
피청구인이 유치장 수용자인 청구인들로 하여금 경찰관에게 등을 보인 채 상의를 속옷과 함께 겨드랑이까지 올리고 하의를 속옷과 함께 무릎까지 내린 상태에서 3회에 걸쳐 앉았다 일어서게 하는 방법으로 실시한 정밀신체수색을 한 것은 헌법 제10조의 인간의 존엄과 가치로부터 유래하는 인격권 및 제12조의 신체의 자유를 침해하는 정도에 이르렀다고 판단된다.

## 인격권의 내용
인격권은 명예권, 성명권, 초상권 등을 포함한다.

### 명예권
모든 국민은 사회적 명예를 침해당하지 않을 권리를 가지며, 명예에 대한 침해는 형사상 범죄를 구성하게 된다. 대법원은 "제307조 제1항의 행위가 진실한 사실로서 오로지 공공의 이익에 관한 때에는 처벌하지 아니한다"고 규정하고 있는 형법 제310조는 인격권으로서의 개인의 명예의 보호와 헌법 제21조에 의한 정당한 표현의 자유의 보장이라는 상충되는 두 법익의 조화를 꾀한 것이다고 하였다. (1993.6.22. 92도3160)

### 성명권
모든 국민은 성명권을 가지는데, 타인에 의하여 개인의 성명권이 남용된 경우에는 성명권의 침해로서, 이는 인격권의 침해가 된다.

### 초상권
모든 국민은 초상권을 가진다. 대법원은 "사람은 누구나 자신의 얼굴 기타 사회통념상 특정인임을 식별할 수 있는 신체적 특징에 관하여 함부로 촬영 또는 그림묘사되거나 공표되지 아니하며 영리적으로 이용당하지 않을 권리를 가지는데, 이러한 초상권은 대한민국 헌법 제10조 제1문에 의하여 헌법적으로 보장되는 권리이다고 하였다.(2006.10.13. 2004다16280). 따라서 당사자의 동의 없이 신문, 잡지, 선전팜플렛, 영화, TV 등이 초상사진을 게재하는 것은 인격권의 침해가 된다. (그러나 영리를 목적으로 하지 않고 공개된 장소에서 촬영한 사진을 게재하는 것은 제외되는 것으로 이해된다. 기존 판례의 내용에 의하더라도 수중분만 촬영의 방송 건과 영아 촬영의 방송 건은 비공개 장소의 촬영이기에 인정한 판례이다. 공개된 장소의 사진 촬영은 피촬영자가 스스로 피촬영을 수인한 것으로 허용된다. 현실적으로 언론보도에서 동의를 받고 보도하지 않는다.)

## 판례
- 인격권은 그 성질상 일단 침해된 후의 구제수단(금전배상이나 명예회복 처분 등)만으로는 그 피해의 완전한 회복이 어렵고 손해전보의 실효성을 기대하기 어려우므로 인격권 침해에 대하여는 사전(예방적) 구제수단으로 침해행위 정지, 방지 등의 금지청구권도 인정된다.[3]

## 같이 보기
- 퍼블리시티권
- 저작인격권
- 명예훼손
- 명예

## 참고 문헌
- 이상태, 《물권법》 법원사, 2009. ISBN 9788991512429